# Nephromeria umbrosa
Nephromeria umbrosa là một loài thực vật có hoa trong họ Đậu. Loài này được (Britton) Britton & P. Wilson mô tả khoa học đầu tiên năm 1930.